# Marché Saint-Germain
Le marché Saint-Germain est un marché couvert construit entre 1813 et 1817 et situé à Paris dans le quartier de l'Odéon (6e arrondissement).

## Situation et accès
Le marché Saint-Germain a été construit sur un plan rectangulaire de 92 mètres sur 75, encadré par les rues de Seine à l'est, Lobineau au sud, Mabillon à l'ouest et Clément au nord. 

## Historique

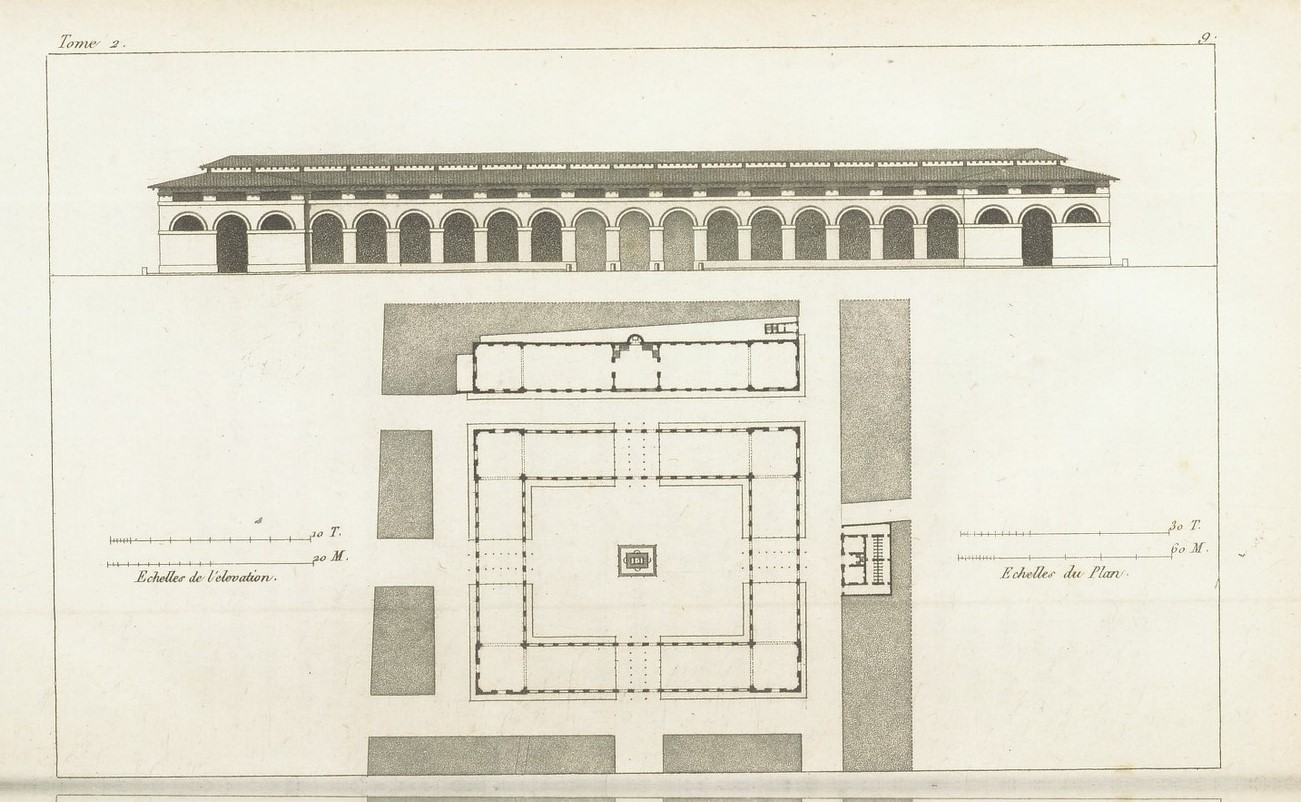
Élévation et plan masse du marché Saint-Germain de Blondel.

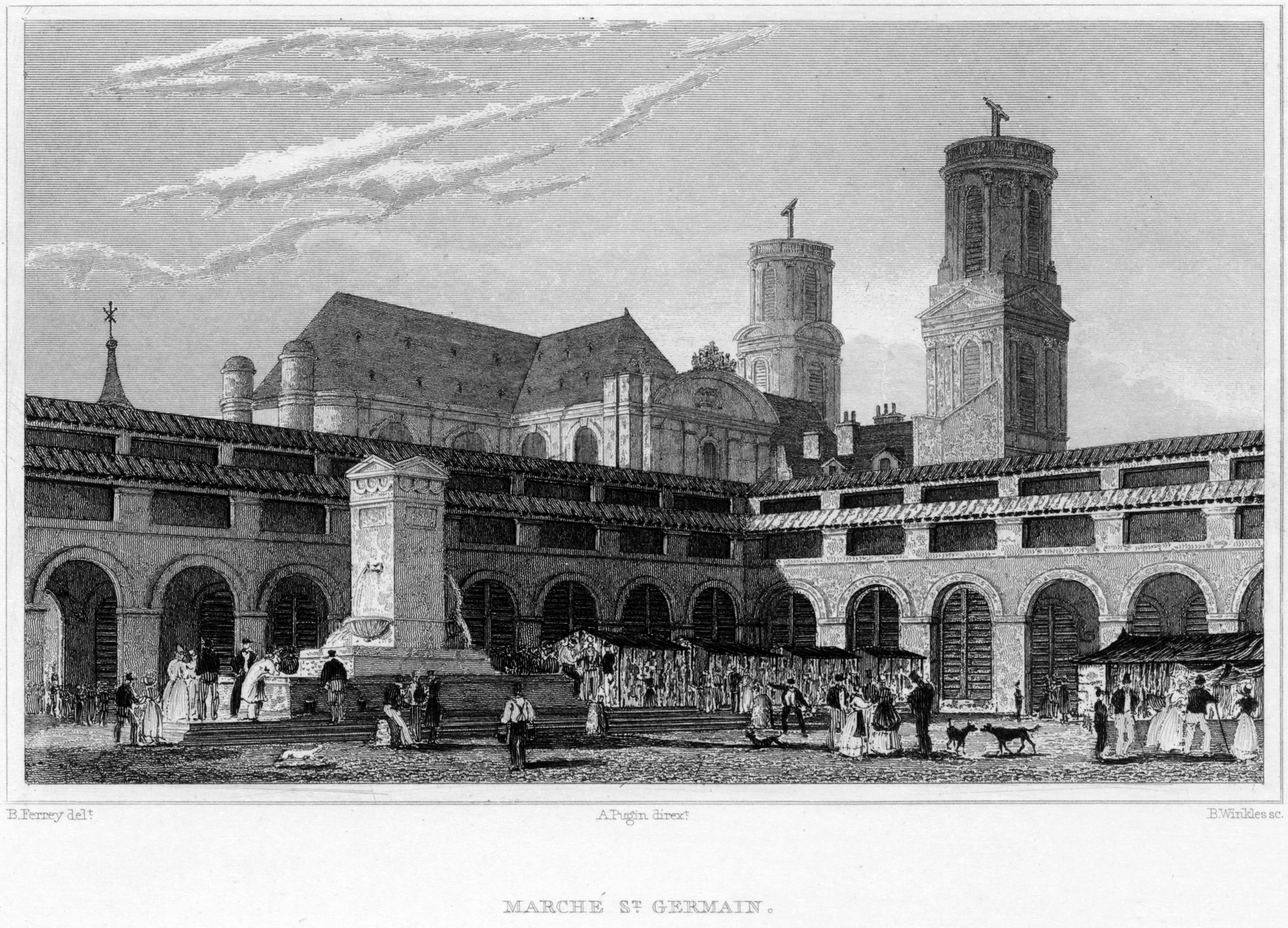
Gravure de 1831 figurant le marché depuis l'intérieur, avec la fontaine de la Paix.

À l'origine, le marché et la foire Saint-Germain dépendaient tous deux de l'abbaye de Saint-Germain-des-Prés. En 1511, l'abbé Guillaume Briçonnet fait construire une halle à double comble, qui peut accueillir 300 marchands et qui est détruite dans un incendie en 1762.
Sur les plans de Paris de 1760 et 1771, le marché Saint-Germain se situe au niveau de la rue de Bissy (actuelle rue de Montfaucon), tandis que la foire se trouvait entre les rues des Aveugles au sud, du Four et des Boucheries-Saint-Germain au nord, le cul-de-sac de l'Opéra-comique à l'est et l'extrémité est de la rue Guisarde à l'ouest.
Dans le cadre des projets d'embellissement de Paris entrepris par Napoléon Ier, la construction d'un nouveau marché remplaçant l'ancien marché et la foire, fut décidée par décret en 1811. Le nouveau bâtiment fut érigé entre 1813 et 1817 sur les plans conçus par Jean-Baptiste Blondel (1764-1825), un des architectes favoris de l'Empereur. Celui-ci s'inspira des places publiques italiennes, et proposa la réalisation de 4 galeries entourant un rectangle de 6 900 m2. Ces dernières s'ouvraient par 112 arcades en pierre, aussi bien sur l'extérieur que sur la cour intérieure ornée d'une fontaine avec une statue figurant la Paix. En 1860, à la demande des commerçants, Napoléon III fait couvrir la cour intérieure qui, au fil des ans, fut complétée par l'édification d'une « Maison du Livre » en 1898, puis d'une « Maison des Examens » en 1950.

## Projets de démolition et sauvetage
En 1970, la Ville de Paris envisage la démolition du marché et la construction d'un ensemble immobilier d'envergure. Celui-ci comprenait un supermarché, un garage avec station-service, plusieurs équipements publics (dont une crèche, une maison pour enfants inadaptés, un centre sportif avec piscine, un club pour personnes âgées…). Des logements et des bureaux étaient également prévus, sur un total de 12 000 m2 pour une emprise au sol de 3 900 m2. Du bâtiment de Blondel on ne conservait que les arcades extérieures et le bâtiment était surmonté d'une superstructure de verre et de métal de 3 étages.
En janvier 1971, une Association de défense du marché Saint-Germain proposa un projet respectant le plan d’origine, tout en accueillant un marché alimentaire (au rez-de-chaussée), des parkings, une piscine et un gymnase (en sous-sol), ainsi que des équipements publics tels qu'une crèche, une garderie, un conservatoire, un auditorium (à l'étage). Après dix-huit années de lutte, un projet beaucoup plus respectueux du bâtiment de Blondel fut choisi en 1989. Les travaux durèrent de 1991 à 1995. Entre-temps, le site du marché et ses abords ont été classés.
En 1975, 15 arcades intérieures et 4 arcades extérieures ont été démontées et déposées dans les entrepôts de Bercy. Lors de l’aménagement du parc de Bercy, en 1993, elles ont été mises en valeur dans le jardin des Philosophes. Des pierres du marché ont été utilisées pour la réalisation de l’amphithéâtre de Flore, d’autres pour l’emmarchement des allées menant à la rue Joseph-Kessel. 
Mais ce nouveau marché Saint-Germain voit peu à peu sa fréquentation diminuer, entraînant une baisse de son chiffre d’affaires. La vaste galerie intérieure couverte et la vingtaine de boutiques donnant sur cette galerie ne sont pas assez visibles de l'extérieur. Le projet de restructuration prévoit une campagne de ravalement de la façade extérieure et à l'intérieur des arcades, la création d’une aire de livraison au sous-sol et, surtout, une restructuration de la galerie marchande de 4 500 m2. Celle-ci est redistribuée autour de sept commerces de grande taille, ayant un accès direct sur les arcades, ce qui entraîne la suppression de la galerie intérieure. Les 1 635 m2 de la halle alimentaire, dans le quart sud-est du marché, ne sont pas remis en cause.
En 2017, après trois ans d'études et deux ans de travaux, le marché est rouvert au public. Quatre enseignes internationales s'y sont installées : Apple sur 1 300 m2, Nespresso sur 500 m2, Uniqlo sur 800 m2 et Mark & Spencer Food sur 500 m2. Deux autres boutiques de taille plus réduite consacrées à l’alimentation haut de gamme (une boucherie et un restaurant) viennent compléter l'offre. En 2022, Marks & Spencer est remplacé par l'épicerie-supérette Epic, dont c'est la première adresse.